# Huia aureola
Huia aureola és una espècie de granota que viu al nord de Tailàndia.